# Ester Niska

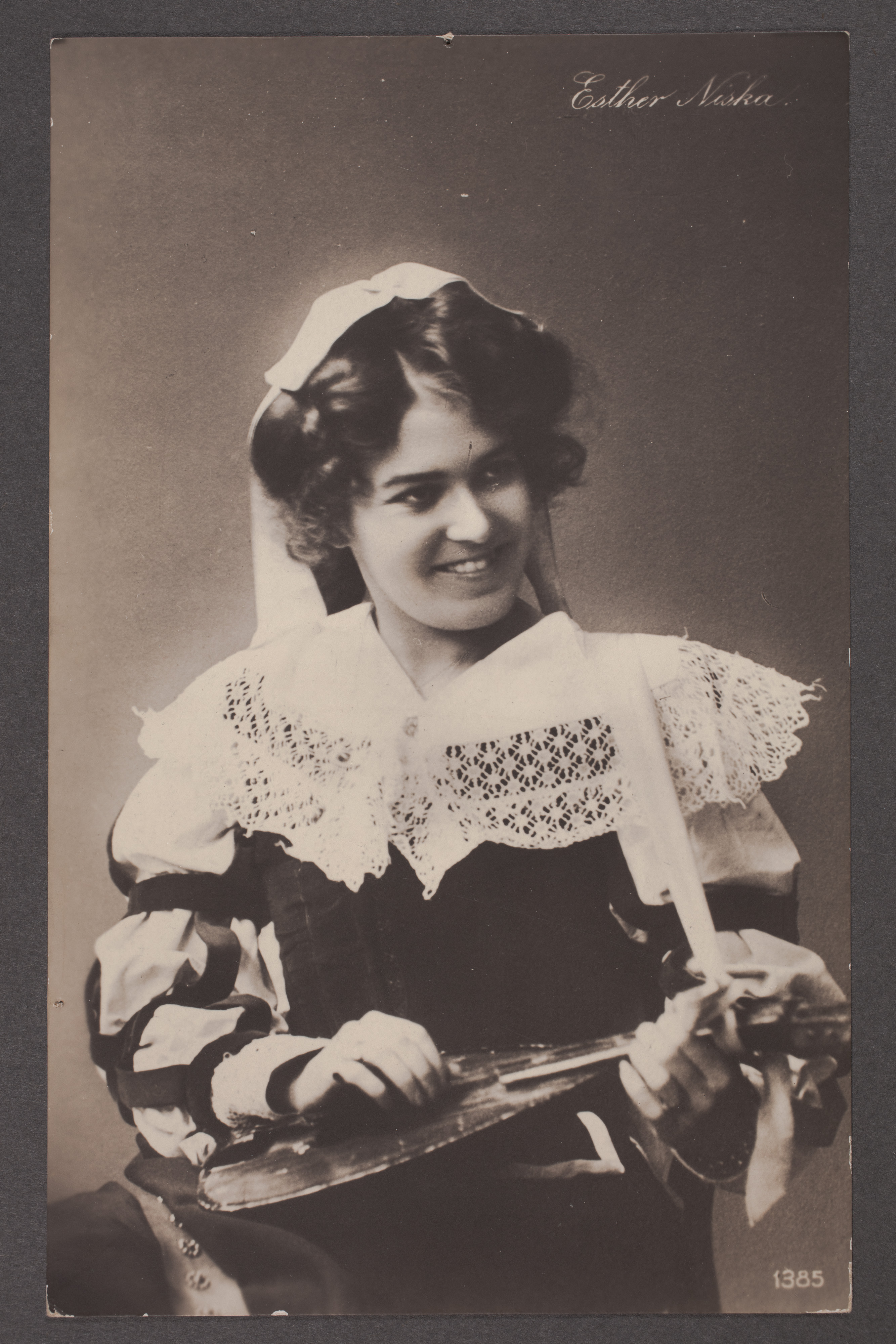
Elisabeth Niska-Forsman cirka 1900

Ester Niska, född 2 juni 1882 i Sordavala, död 18 maj 1916 i Helsingfors, var en finländsk operasångerska och skådespelare. Hon var gift med arkitekten Eino Forsman.

## Biografi
Niska var dotter till sjökaptenen Ivar Alfred Niska och Hilda Maria Elise Schlüter. I familjen föddes fem barn, däribland sångaren Adolf Niska, sjökaptenen Algoth Niska, skådespelaren Bror Niska och dansösen Aina Niska. Niska studerade fem år vid den svenska flickskolan i Viborg, vartefter hon började studera sång hos bland andra Alexandra Ahnger. Skådespelarkarriären inleddes 1901, då Niska anställdes vid Svenska folkteatern, samtidigt som hon var assistent vid Nationalteatern, där hon verkade som skådespelare åren 1903–1907. Som operasångerska besökte Niska olika operor runtom i Helsingfors; 1911–1914 verkade hon vid Finlands nationalopera och 1914–1916 vid Kasinooperan i Åbo. Niska gjorde även studieresor till Tyskland, Frankrike och Italien.
Åren 1906 och 1908 gjorde Niska (delvis under namnet Ester Forsman) 11 skivinspelningar, varav en del med Pasi Jääskeläinen och Eino Rautavaara. Till en del inspelningar verkade Oskar Merikanto som pianist. 1911 medverkade Niska i filmen Anna-Liisa.
Ester Niska avled av tuberkulos 1916.

## Skivinspelningar

### 1906
- Jag sjunger för min lilla vän
- Kråkungen
- Jöns matas
- När Jöns dog
- Vaggvise för lille Gut
- Pikku Inkerin laulu

### 1908
- Juhannustulilla (tillsammans med Pasi Jääskeläinen)
- Laulan lasta nukkumahan
- Hiiden miekka
- Saimaan rannalla
- Soipa kieli (tillsammans med Eino Rautavaara)